# 四王寺山

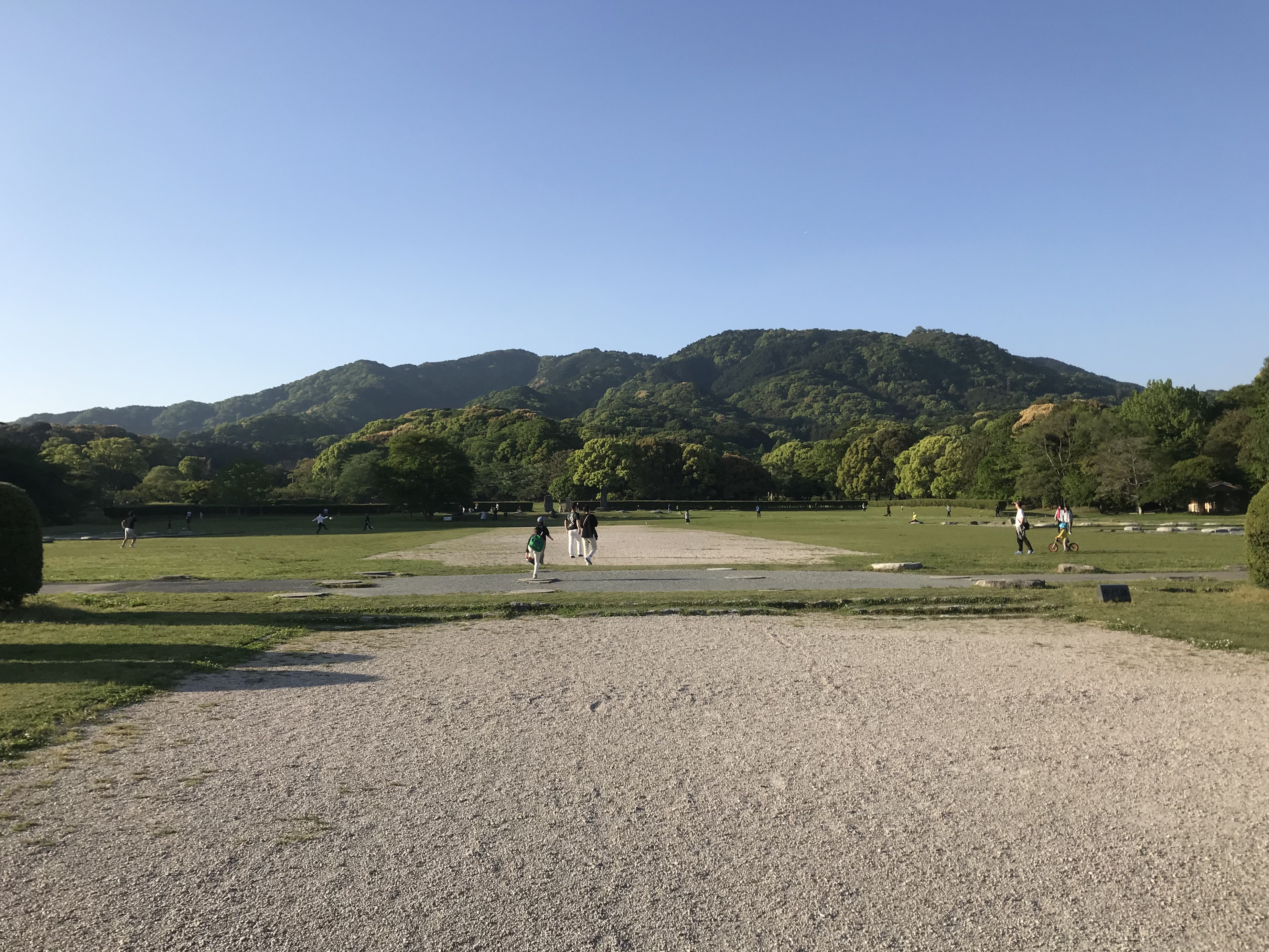
大宰府政庁跡から望む四王寺山

四王寺山（しおうじやま）とは、福岡県太宰府市・大野城市・糟屋郡宇美町にまたがる標高410mの山である。構造的には最高点のある大城山（おおきやま・大野山とも）を中心に岩屋山・水瓶山・大原山と呼ばれる4つの山から構成されており、それらを別個の山とみなして一帯の山地の総称として四王寺山脈・四王寺山地と呼称する場合もある。

## 歴史
白村江の戦いの翌年である天智天皇3年（664年）に大城山の山頂に古代山城である大野城が設置された。『万葉集』巻8にも大伴坂上郎女の歌として筑紫の大城の山について詠んだ歌が採録されている。その後、大野城の役目は低下していったが、宝亀5年（774年）に大野城があった場所に四天王を奉納して外敵撃退を祈願して寺が建立された。この寺院は四王寺と称され、平安時代のものとされる経塚が発掘されている。後にそれにちなんで大城山を中心とした4つの山を「四王寺山」と称するようになった。麓には坂本坊と呼ばれる座主の寺院善正寺があった。坂本八幡宮にその名残が残っている。
中世に入ると岩屋山の山腹に岩屋城が築かれた。戦国時代末期の天正14年（1586年）、島津氏と大友氏は岩屋城で攻防戦を行い、大友方の守将高橋紹運以下将兵が悉く討ち死にしたとされている。島津氏は岩屋城を確保したものの多数の兵を失い、更に岩屋城の大友軍救援を口実とした豊臣政権による九州平定を招き、島津氏の九州統一は挫折することになった（岩屋城の戦い）。岩屋城二ノ丸跡には紹運の墓が今日でも残っている。
近世には、フェートン号事件をきっかけとして文化6年（1809年）から7年間、外国船の侵入を警戒する福岡藩によって山中に烽火台が設置されている。
昭和51年（1976年）には四王寺山一帯342haに福岡県立四王寺県民の森が設置された。
なお、令制国の元では筑前国御笠郡に属していたが、大野城があった山頂部分および北側斜面は江戸時代に入ってから糟屋郡に編入された。そのため、大野城の故地の多くが宇美町に属している。

## 備考
- 「今もかも大城の山にほととぎす鳴き響（とよ）むらむわれなけれども」大伴坂上郎女